# Jablonové (Bytča)
Jablonové é um município da Eslováquia, situado no distrito de Bytča, na região de Žilina. Tem 4,23 km² de área e sua população em 2018 foi estimada em 906 habitantes. Foi citado pela primeira vez em documento oficial no ano de 1193.

## Demografia
| Ano:        | 1994 | 2004   | 2014   | 2024   |
| ----------- | ---- | ------ | ------ | ------ |
| Broj ljudi: | 824  | 864    | 878    | 895    |
| Razlika:    |      | +4,85% | +1,62% | +1,93% |

| Ano:               | 2023 | 2024   |
| ------------------ | ---- | ------ |
| Número de pessoas: | 885  | 895    |
| Diferença:         |      | +1,12% |